# Scabiosa songarica
Scabiosa songarica là một loài thực vật có hoa trong họ Kim ngân. Loài này được SCHRENK miêu tả khoa học đầu tiên..